# 390 av. J.-C.
Cette page concerne l'année 390 av. J.-C. du calendrier julien proleptique.

## Événements
- Printemps : le navarque lacédémonien Téleutias (en) tente de reprendre Rhodes. Il capture dix vaisseaux athéniens envoyés pour secourir Évagoras de Chypre[1].
- Printemps 390-été 389 av. J.-C. : opérations de Thrasybule en Égée, envoyé par Athènes pour secourir Rhodes à la tête de 40 vaisseaux. Il soumet Lesbos, Chio, puis voyant que Rhodes résiste à Téleutias, navarque de Sparte, il croise au nord de l’Égée et dans les Détroits. Il obtient le ralliement de nombreuses cités (Thasos, Byzance, Chalcédoine, etc.), rétablit diverses taxes au profit d’Athènes (droits de 5 % sur toutes marchandises franchissant le Bosphore) et lève sur les alliés des sommes considérables[2].

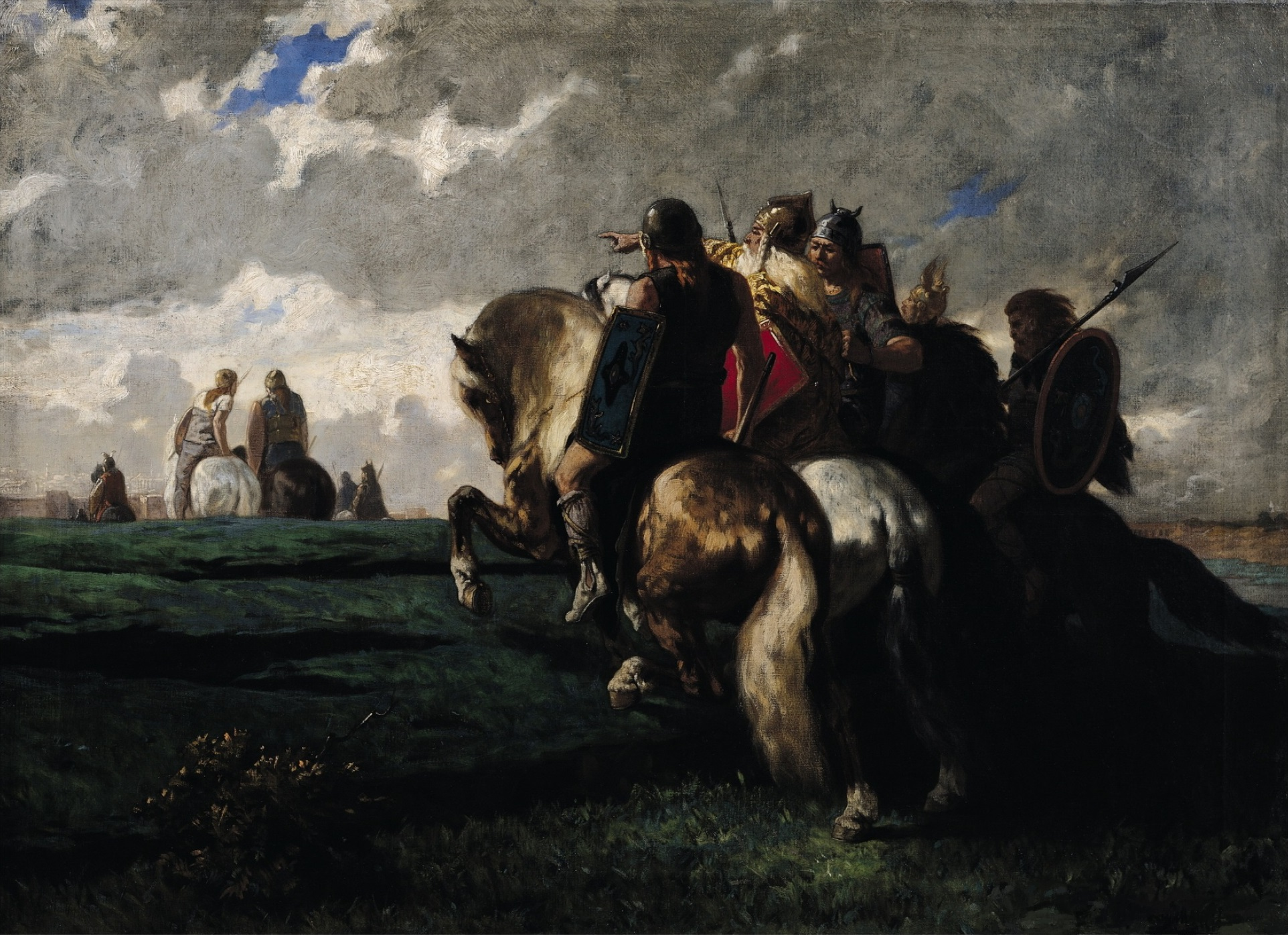
Gaulois en vue de Rome, toile d'Évariste-Vital Luminais

- 1er juillet du calendrier romain : entrée en charge à Rome de tribuns militaires à pouvoir consulaire : Quintus Sulpicius Longus, Quintus Servilius, Servius Cornelius Maluginensis, les trois Fabii (Kaeso Fabius Ambustus, Numerius Fabius Ambustus, Quintus Fabius Ambustus)[3].
  - Raid de la tribu gauloise des Sénons dirigés par Brennos (peut-être la corruption du mot celtique pour roi). Ils mettent le siège devant la ville étrusque de Clusium, qui fait appel à Rome ; les Fabii sont envoyés en ambassade, mais un affrontement entre ces derniers et les Gaulois conduit Brennos à marcher sur Rome[3].
- 18 juillet : défaite romaine à la bataille de l'Allia (date traditionnelle, ou 387) ; Rome est abandonnée sans défense et les restes de l'armée fuient à Véies[3]. Prise et sac de Rome par les Gaulois. Marcus Manlius Capitolinus, alerté par les oies, sauve la citadelle du Capitole où se sont réfugiés les débris de l’armée, les magistrats et une partie de la population. Pressés par la famine, les Romains capitulent. Le tribun Sulpicius offre mille livres d’or à Brennus en échange de son retrait. Les poids apportés par les Gaulois sont pipés, et comme le tribun les refuse, Brennus, rejetant toutes discussions, ajoute son épée sur la balance (Vae Victis !). Au cours de la retraite, quelques-unes des bandes gauloises, attaquées par les garnisons de Caere et de Véies (seconde dictature de Camille), subissent de lourdes pertes[3].
  - Après le départ des Gaulois, les ennemis de Rome relèvent la tête : les villes d’Étrurie méridionale, Faléries et Fidènes en tête, suivies plus tard de Tarquinies et de Caere, se soulèvent. Les Herniques abandonnent l’alliance romaine et les Èques entrent en campagne. Les Volsques de Antium et Satricum réagissent avec l’appui de la colonie latine de Velitrae. Tibur et Préneste font sécession de la fédération latine. Enfin, pour leur propre compte ou comme mercenaires, les Gaulois réapparaissent à plusieurs reprises pendant 45 ans[4].

- Près de Lechaion, sur le golfe de Corinthe, un bataillon spartiate tombe dans une embuscade tendue par le stratège athénien Iphicrate, et 270 hoplites sont massacrés par des peltastes (infanterie légère)[5].

- Le roi Évagoras de Salamine entreprend de soumettre Chypre tout entière. Certaines cités demandent l'aide du roi perse Artaxerxès II, qui demande à Hécatomnos, satrape de Carie, d'intervenir. Évagoras débarque en Phénicie, se rend maître de Tyr et reçoit le soutien du pharaon Achôris et d'Athènes, qui lui envoie 10 trières[6].

## Naissances en 390 av. J.-C.
- Eschine
- Dinostrate
- Shang Yang, réformateur chinois de la période des Royaumes combattants († 338 av. J.-C.).

## Décès en 390 av. J.-C.
- Conon, stratège athénien.
- Andocide.